# M2010增強型狙擊步槍
M2010增強型狙擊步槍（英語：M2010 Enhanced Sniper Rifle (ESR)，前身：M24E1，或XM2010）是一款由美国陸軍PEO士兵辦公室所研製、雷明登武器公司所生產的手動狙擊步槍，發射.300溫徹斯特麥格農（.300 Win Mag，7.62×67毫米）口徑步枪子彈。
這款M2010增強型狙擊步槍以M24狙擊手武器系統為藍本，目的是取代現有的M24。在一連串招標過程過後，雷明登武器公司成功中標，並且獲得了一份固定價格不定期不定量的生產合同（W15QKN-10-R-0403）。根據合同，首先改進3,600枝M24。2010年12月底，美國陸軍先放下其中的250枝以便升級武器以及裝備至陸軍狙擊手部隊。其後單兵武器項目負責人道格拉斯·A·塔米里奧上校曾表示，XM2010會在2011年1月投入實戰試驗。
M2010增強型狙擊步槍系統的主要配置改變就是將發射的子彈由原來的7.62×51毫米北約口徑改為更強大的.300溫徹斯特麥格農彈藥，以達到更強大的火力和延長大約50℅有效射程，同時又要使武器尺寸和重量限制在一個合理的範圍內。M24狙擊手武器系統的設計使得它能夠更改膛室以容納更大尺寸的子弹，這是因為M24的設計就是雷明登700的使用麥格農長度軍用型長槍機版本。美國陸軍希望M2010系統使得他們的狙擊手在阿富汗戰爭或伊拉克這樣的山區和沙漠地形的戰事之中，在更遠的射程並能提高殺傷效果協助以下比較有利。與使用尺寸較小、火力較微弱和有效射程較短的非麥格農標準步槍彈藥的步槍相比，使用尺寸更大、火力更強大和有效射程更長的麥格農步槍彈藥的步槍的普遍缺點是會增加射擊時產生的後座力、槍口上揚、槍口焰、噪音和槍管磨損速度。

## 歷史
美國陸軍在2010年12月底以前將其2,500枝M24狙擊手武器系統都升級為XM2010增強型狙擊步槍。

### 作戰部署
2011年1月18日，美國陸軍於狙擊兵學校先下放3枝XM2010增強型狙擊步槍，並同時間開始向其2,500 名狙擊手發配XM2010增強型狙擊步槍。自2011年3月起，陸軍狙擊手在阿富汗的作戰行動之中使用XM2010增強型狙擊步槍戰鬥。XM2010的.300溫徹斯特麥格農子彈令攻擊距離由M24狙擊手武器系統的800公尺（874.89码）延長至1,200公尺（1,312.34码），增強了殺傷力和對峙能力。巴雷特M107 .50 BMG（12.7×99毫米北約）口徑狙擊步槍可以擊中近2,000公尺的目標，但它的精度僅為2.5MOA，這也就是意味著它在1,000公尺範圍內的散布範圍會達到635毫米（25英吋）。這在對付物資目標而言可以接受，但在對付個別人員時卻並非如此。而XM2010則解決了這個問題，並且在將射程增加至超過了M24的同時，仍然保持著1 MOA的精度。2010年9月20日，雷明頓被授予2,800萬美元的合同，以重新構建3,600枝M24步槍，但首批只有250枝XM2010已根據訂單按時間完成修改後被派到前線。由於XM2010的成功，陸軍官員正在考慮一支“純粹的艦隊”，這意味著所有2,500枝陸軍的M24們將會升級到XM2010的標準。在現場的狙擊手學會了如何過渡到XM2010，並在一個為期三天的課程中學會了它的使用、維護，和能力。在完成課程以後，狙擊手也可毫不費力地從“銳拓向銳拓”擊中遠至1,000公尺的目標。除了更強大的子彈外，新型的光學瞄準鏡增強了步槍快速瞄準目標的能力，而無需做目測的計算。2011年5月中旬，全部250枝XM2010步槍都發配給第8旅戰鬥隊。
根據來自部隊的結果和反饋，美國陸軍決定將全部M24都撤裝，並且訂購共2,558枝M2010增強型狙擊步槍。2012年9月，美國陸軍已經發配1,400多套狙擊系統，並作為緊急物資發放的一部分。2013年7月，M2010獲得了型號適用等級的標準，並在2013年9月完全將物資推出，同時按陸軍的要求平衡配套的採購工作。2014年4月25日，完成第2,558枝M2010增強型狙擊步槍的生產。

### 精確制導武器測試
2014年3月，TrackingPoint公司透露其智能式瞄準鏡正在整合到XM2010狙擊步槍上。2014年1月，美國陸軍購買了6套系統以進行測試，並且將網絡化瞄準鏡和制導式扳機添加到該平台上。TrackingPoint系統包括一台計算機化瞄準鏡，用於標記一個選定的目標以及聚集和補償外在因素，並採用了一種特殊的扳機，需要等到系統確定彈著點後才能扣動。TrackingPoint的費用介乎於$22,000—27,000之間，以安裝在手動步槍上並實現在1,250碼（1,143公尺）以外的命中，雖然它並非有意的要取代狙擊技能，但它會給需要採取較遠狙擊距離的射擊策略的士兵使用。

### 取代計劃
美國陸軍計劃在2021年、部署巴雷特Mk 22 MRAD（多用途自行調應設計）步槍，以最終取代M2010。該栓動式武器可以在使用者現場轉換為發射7.62×51毫米北約、.300諾瑪麥格農和.338諾瑪麥格農口徑步枪子彈。選裝了諾瑪麥格農口徑以後，Mk 22射程可達1,500（1,640.42碼），比M2010增強型狙擊步槍要多300（328.08碼）。

## 設計細節

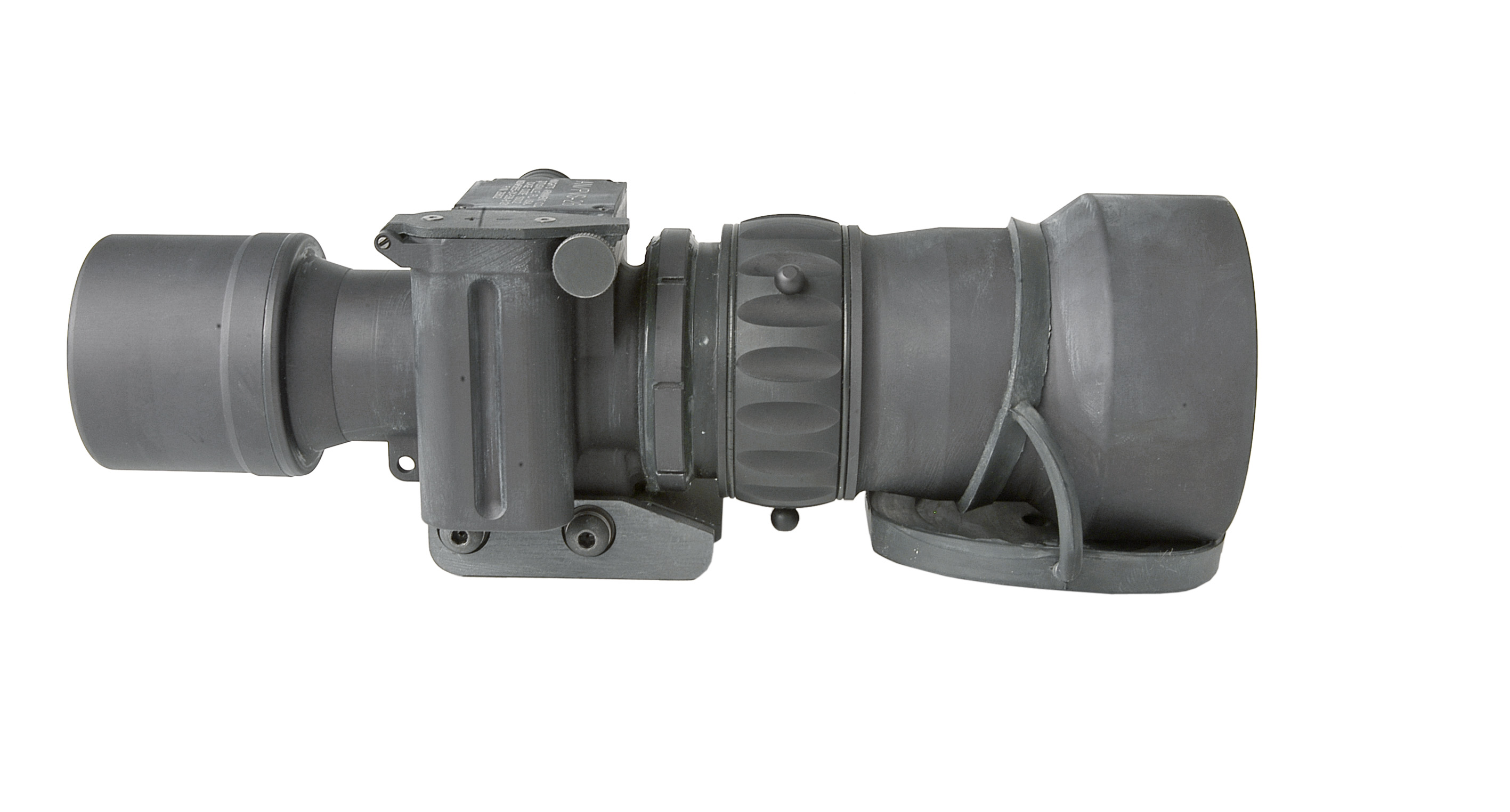
AN/PVS-29夾式夜間狙擊夜視鏡

M2010增強型狙擊步槍被視為是M24狙擊手武器系統的一個“整體轉換升級”，當中包括轉換膛室、槍管、彈匣，並且增加槍口制退器、消聲器，甚至需要新型的光学狙擊鏡、夜視鏡以配合新口徑的彈道特性。另外還要更換新型槍托，特別是要帶有皮卡汀尼導軌，便於安裝多種附件。所以，說是升級改造，但事實上整把槍的部件幾乎全換了，原來的M24上唯一保留的就是機匣部份。所以M2010其實可以算是一把新槍。
由7.62×51毫米北約口徑的M24狙擊手武器系統改進而成的M2010增強型狙擊步槍的主要的重新裝配改變分別是：
- 膛室擴大，使得M2010增強型狙擊步槍系統可以容納.300溫徹斯特麥格農口徑步枪子彈
- 因為彈殼底緣直徑從12毫米變成13毫米，因此也需要改用新的槍栓頭
- 將槍管長度由609.6毫米（24英吋）改為610毫米（24.02英吋），標準膛線纏距由285.75毫米（1：11.25英吋）改為254毫米（1：10英吋）（使用奧伯米爾5R比賽等級（英语：Match grade）膛線），錘鍛製造的自由浮動式槍管。
- 改用新型的底盤（槍托），將原來M24狙擊手武器系統的HS精確射擊公司PST-11凱夫拉、石墨纖維及玻璃钢环氧树脂複合槍托改為類似雷明登MSR的鋁合金槍托。為了讓狙擊手能夠進行最大限度的身體調整使它達到使用者自訂時更方便，因此貼腮板高度、槍托底板長度都可以調節，底盤裝上的槍托尾部可以在不使用時向右折疊，以縮短M2010增強型狙擊步槍系統攜行長度和方便運輸和隱蔽性移動，前托裝有可轉換和拆卸式MIL-STD-1913戰術導軌，以便安裝各種戰術配件適應不同需要。包裹槍管的管狀前托比起原來的M24槍托的另一個優點就是減少槍管發熱產生的上升空氣導致光學瞄準鏡影像產生的扭曲現象，因此不需要像一些狙擊步槍以一條長織帶遮蔽在槍管上方的方式解決海市蜃楼的問題。
- 5發固定彈倉改為5發可拆卸式彈匣。
- 槍口以上裝上了先進武器裝備公司（英语：Advanced Armament Corporation）（簡稱：AAC）制退器和大型螺接式快速安裝及拆卸式消聲器以減少後座力、槍口上揚（英语：Muzzle rise）和槍口焰，而消聲器以上可明顯看見的特徵就是裝有導熱套筒以減少消聲器的熱量所造成的海市蜃樓效果。[19]254毫米（10英吋）泰坦QD快速連接式消聲器能夠消除98％的槍口焰、60％的後座力，並可降低32分貝的噪音。[11]
- 將原來M24狙擊手武器系統的10倍固定倍率光學狙擊瞄準鏡改為Leupold Mark 4 6.5—20×50毫米ER/T M5前焦式可變倍光學狙擊瞄準鏡，特徵是管直径30毫米，入瞳直径34毫米，第一焦平面上裝上了荷魯斯視覺H-58網格式測距標線（英语：Reticle）系統和彈墜補助（英語：Bullet Drop Compensation，簡稱：BDC）[20][21]；夜間使用時可在光學狙擊瞄準鏡前面串連式安裝AN/PVS-29或AN/PVS-30 （页面存档备份，存于）夾式夜間狙擊夜視鏡，可以擴大瞄準具附件的加裝應用模式。[22][23]在夜晚時裝上去，白天時拆下來，不需要拆卸狙擊瞄準鏡，因此就不需要重新歸零，使用起來更為靈活。
- 整個M2010增強型狙擊步槍系統採用更優秀、先進的防腐蝕表面塗料處理。

根據雷明登武器公司的宣稱，每一枝受驗的M2010增強型狙擊步槍需要達到（而且通常超出）美国陆军提出的在200碼距離散佈圓直徑等於或小於2英吋（50.8毫米，即是小於1MOA）的指標件，然後才會裝備至部隊。而參與測試的美國陸軍狙擊兵學校也宣稱他們在白天和夜晚都進行了大量的試射，認為武器完全滿足指標，而且人體工學比原型更為出色。
由於新型槍托的形狀，使得M2010與雷明登MSR的外形很相似。但畢竟M2010並非雷明登MSR，因為M2010仍然使用雷明登700式雙大型鎖耳型毛瑟式槍機，而雷明登MSR機頭則是三鎖耳型。但要從外觀上區分M2010和MSR，只能通過機匣的形狀去識別。M2010的機匣為M24的圓筒形機匣，而雷明登MSR則是傾斜平面狀兩側。

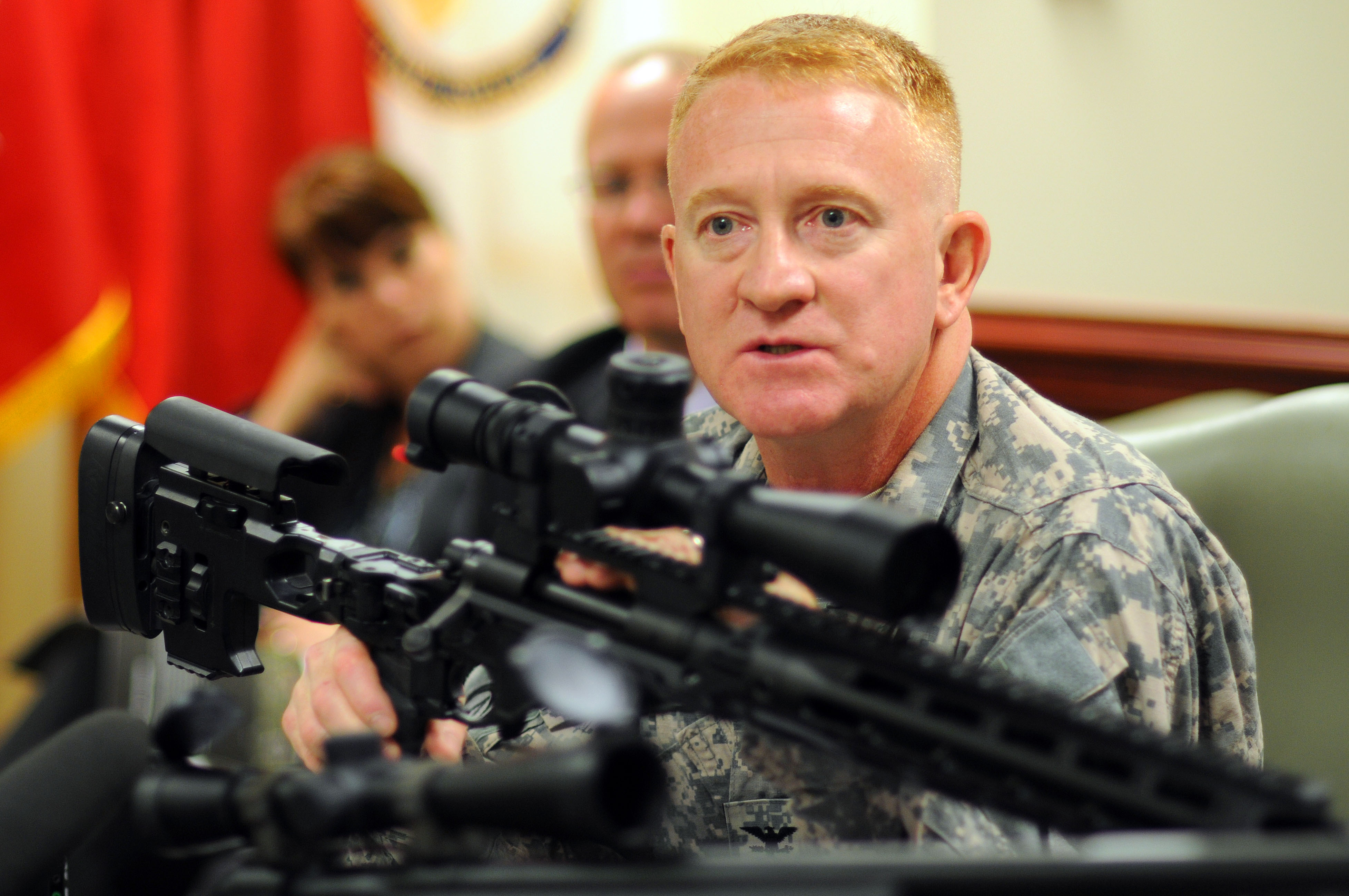
武器項目負責人道格拉斯·A·塔米里奧（Douglas A. Tamilio）上校和XM2010增強型狙擊步槍。

## 彈藥
2009年，美國政府購買了Mk 248 Mod 0和Mod 1 .300溫徹斯特麥格農比賽等級彈藥，並且給發射.300溫徹斯特麥格農的狙擊步槍，例如美國海軍的Mk 13狙擊手武器系統或美国陆军的重新裝配型M24狙擊手武器系統所使用。這種比賽型.300溫徹斯特麥格農口徑步枪子彈原本是為產品改進計劃（英語：Product Improvement Program，簡稱：PIP）而研製，採用塞拉利昂公司（英語：Sierra）生產的重14.26克（220格令）的比賽之王（英語：MatchKing）空尖尾錐型（英語：Hollow Point Boat Tail，簡稱：HPBT）極低阻力（VLD）彈丸，在610毫米（24英吋）槍管發射時槍口初速為869米／秒（2,851.11英尺／秒）（误差：±15.2米／秒，±49.87英尺／秒）。發射藥經過優化，原本這種麥格農子彈適合更長的槍管，而Mk 248 Mod 1在610毫米（24.02英吋）槍管上發射時也能充分燃燒，槍口焰不太明顯。
根據美國海軍的試驗所得，使用這種.300溫徹斯特麥格農彈藥的狙擊步槍系統能夠增加最大有效射程至1,371.6公尺（1,500码，4,500英尺，0.85英里）以減少風力對子彈飛行途中的阻力，以及使用一種減少槍口焰的裝藥以保持彈藥在-32—74℃（-25—165℉）之間的穩定操作溫度範圍之內。根據JBM彈道的試驗所得，使用由布賴恩·利茨（英語：Bryan Litz）所提供的G7型彈道係數，和由布賴恩·利茨對M2010步槍與各種.300溫徹斯特麥格農彈藥類型的武器彈著區域（英語：Weapon Employment Zone，簡稱：WEZ）的分析，Mk 248 Mod 1 .300 溫徹斯特麥格農子彈發射時的名義槍口初速是869米／秒（2,851.11英尺／秒），而根據国际标准大气（簡稱：ISA）在海平面的環境條件以下（空氣密度 ρ=1.225公斤每立方米）在超音速狀態的有效射程大約是1,286—1,289公尺（1,406.39—1,409.67码，4,219.16—4,229英尺，0.8英里）。
2014年1月，美國國防部的年度測試報告中發現，從M2010發射舊式的A191或Mk 248 Mod 0 .300溫徹斯特麥格農狙擊彈所裝填的空氣動力學上效率較低的190格令（12.32克）塞拉利昂比賽之王空尖尾錐彈頭子彈時證明具有足夠的性能和殺傷力。2013年3月，對彈道凝膠、輕質材料的障礙物和其他目標所進行的實彈射擊測試中，確定了子彈的貫穿目標的能力。這是首次由五角大樓的主任、作戰試驗與評價（簡稱：DOT&E）測試子彈，當中發現它可以命中1,200公尺（1,312.34码，3,937.01英尺，0.75英里）以外的目標。

## 民用型
2015年3月，雷明登防務宣布，他們將開始提供其一部份產品在民用市場上出售。這些產品當中包括了M2010狙擊步槍。

## 使用者
- 美国
  - 美国陆军[4]

## 流行文化

### 電子遊戲
- 2007年—：以M24的強化版登場。在遊戲內使用卡其色槍身、5發容量彈匣和2—4倍放大倍率的Leupold Mark 4 6.5—20×50毫米ER/T M5特級瞄準鏡，並能夠通過武器強化系統升級的兩種強化型外觀。武器模組採用鏡像佈局（右手持槍時拉機柄及拋殼口在左邊）。港台地區和中国大陆地區於2011年5月18日推出，前者命名為「魔鬼上將」，後者命名為「巨蟒之牙」；在各地版本均已開放使用。
- 2008年—《戰地之王》：2014年4月22日于韩版率先更新，命名为“XM2010”。游戏中设计为发射.300 Winchester子弹的消音狙击枪，可以对瞄准镜、枪管、扳机和握把等部位进行改造。被游戏开发人员评论为“具有高机动性和高射速、但操作难度有些大的狙击步槍”。
- 2017年—：命名為“XM-2015”。
- 2020年— 《Roblox- flashpoint》遊戲中命名為“M2010”7發容量和10發容量。
- 2022年—《決勝時刻：現代戰爭II 2022》：命名為“SP-X 80”，黑色槍身。

## 圖集

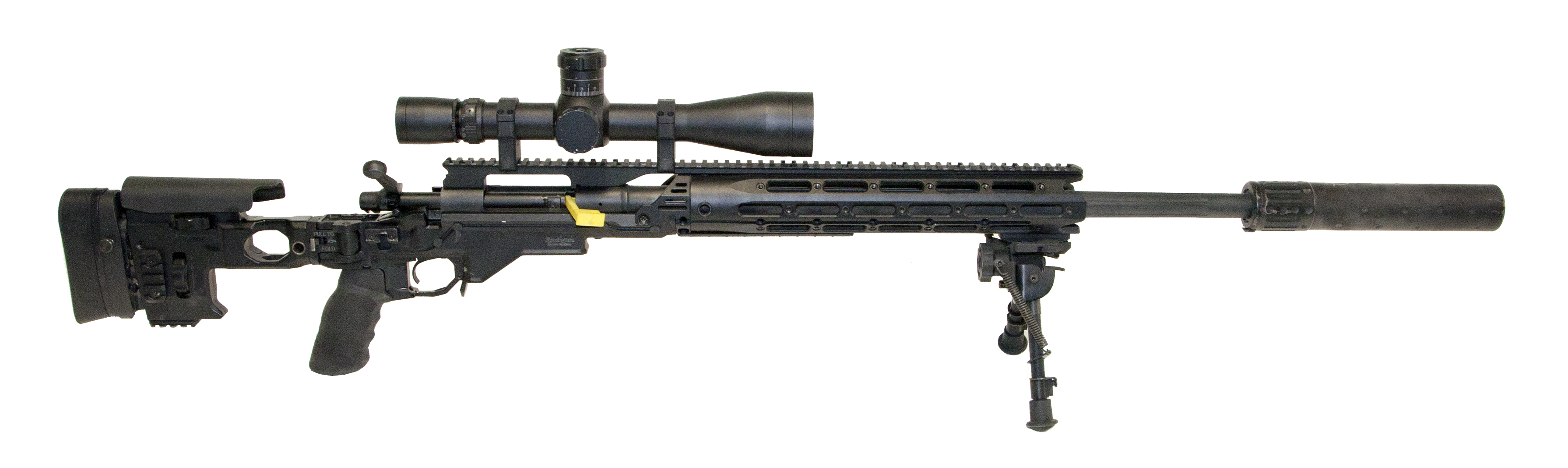
裝上消聲器的M2010狙擊步槍（右視圖）
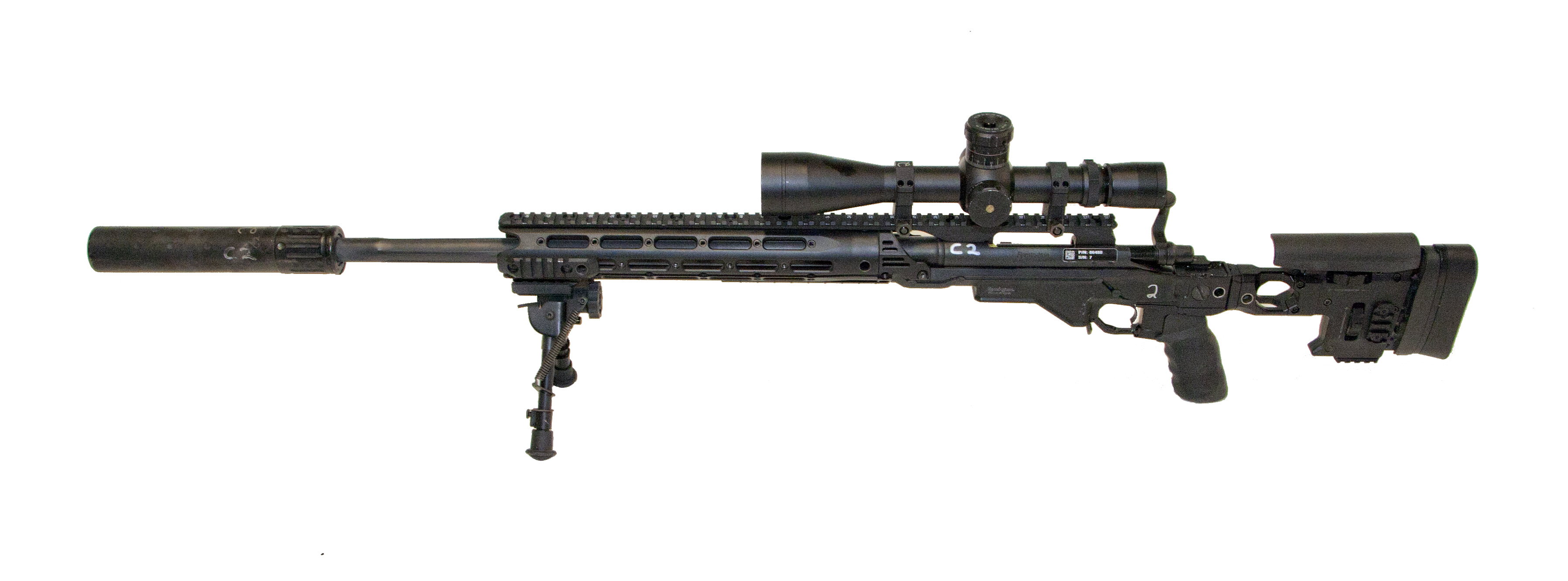
裝上消聲器的M2010狙擊步槍（左視圖）
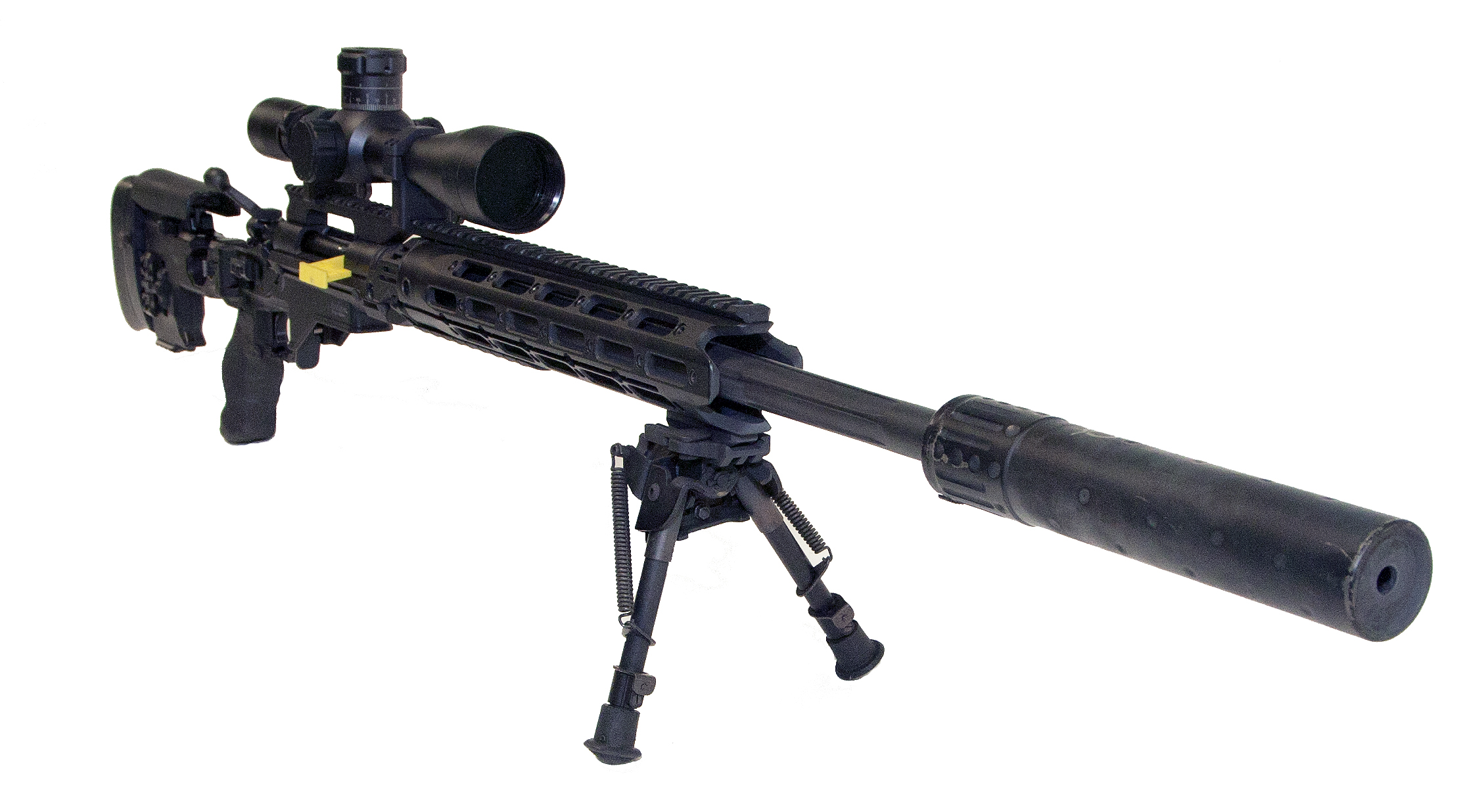
裝上消聲器的M2010狙擊步槍（右前視圖）
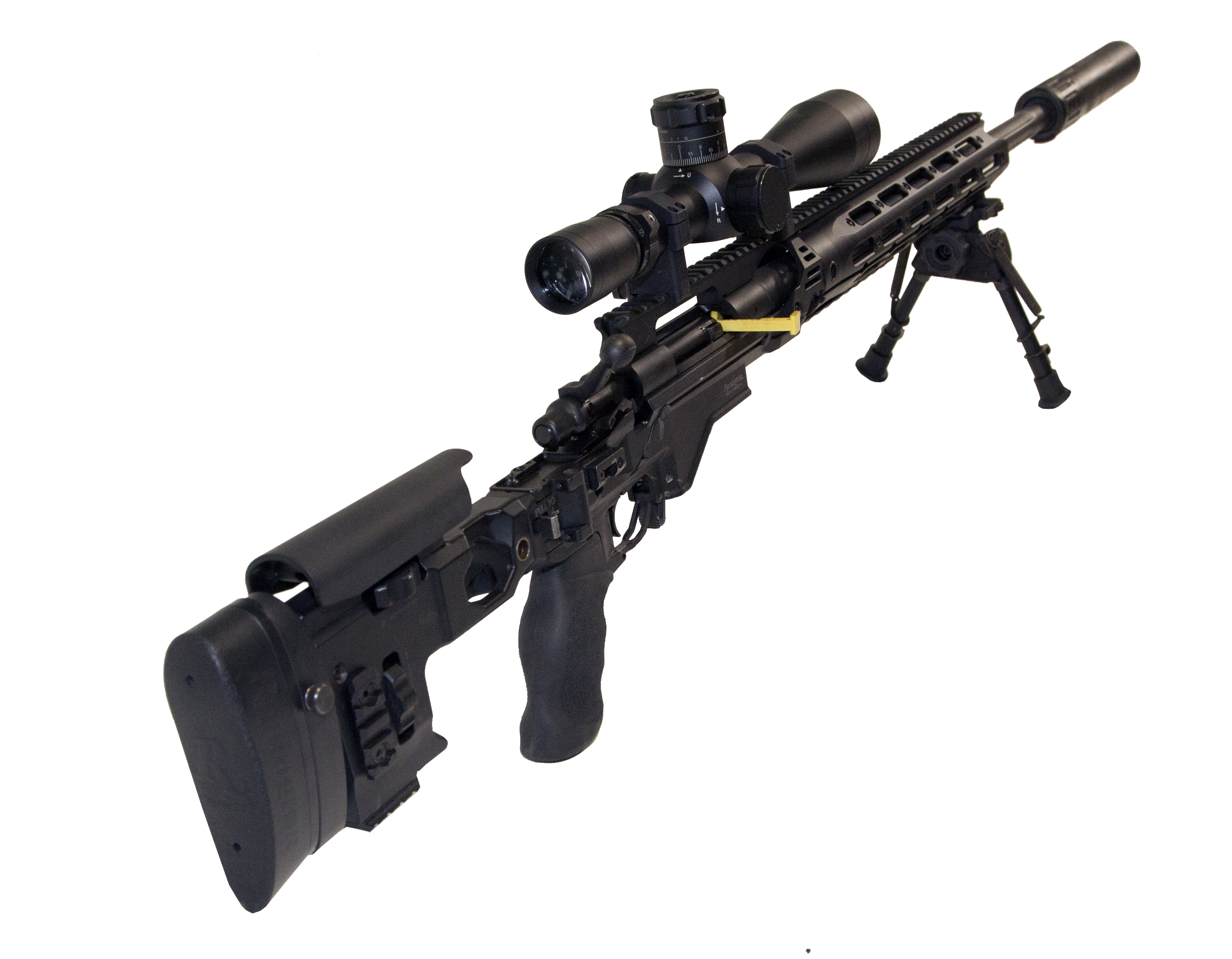
裝上消聲器的M2010狙擊步槍（右後視圖）
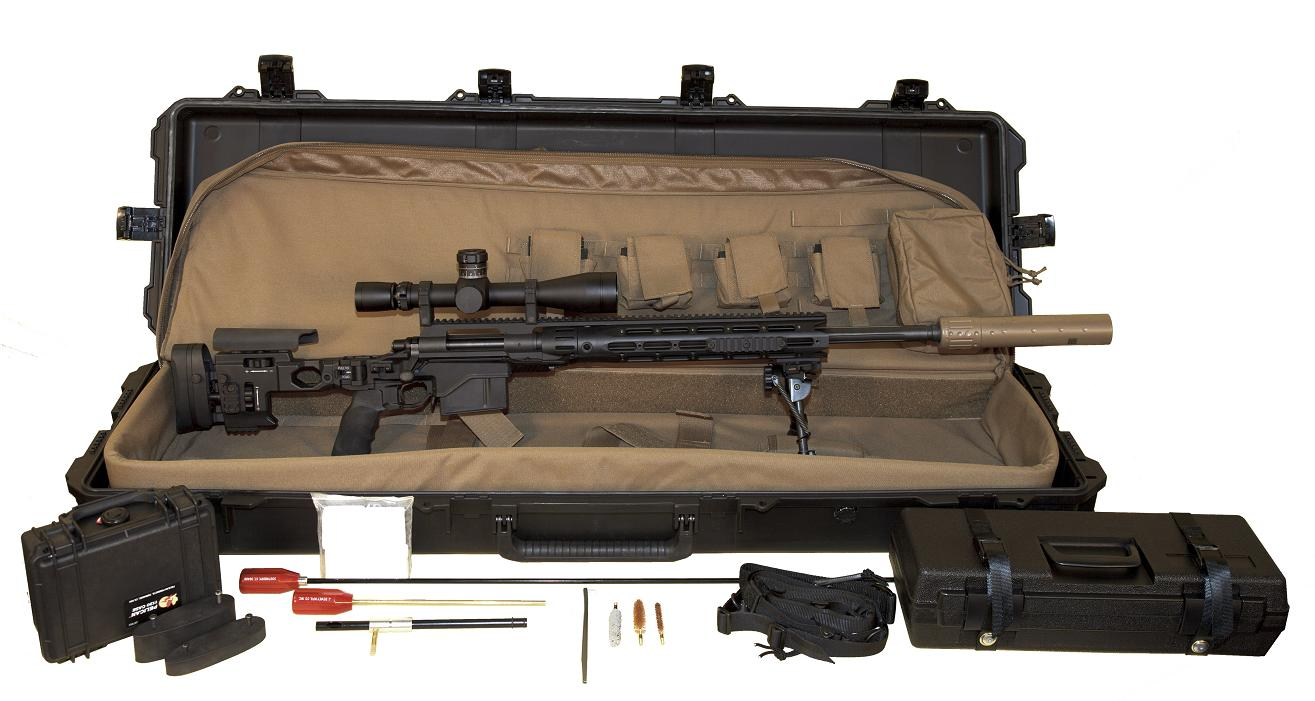
M2010狙擊步槍以及它的硬式攜帶用槍盒、軟式攜帶袋和清潔套件
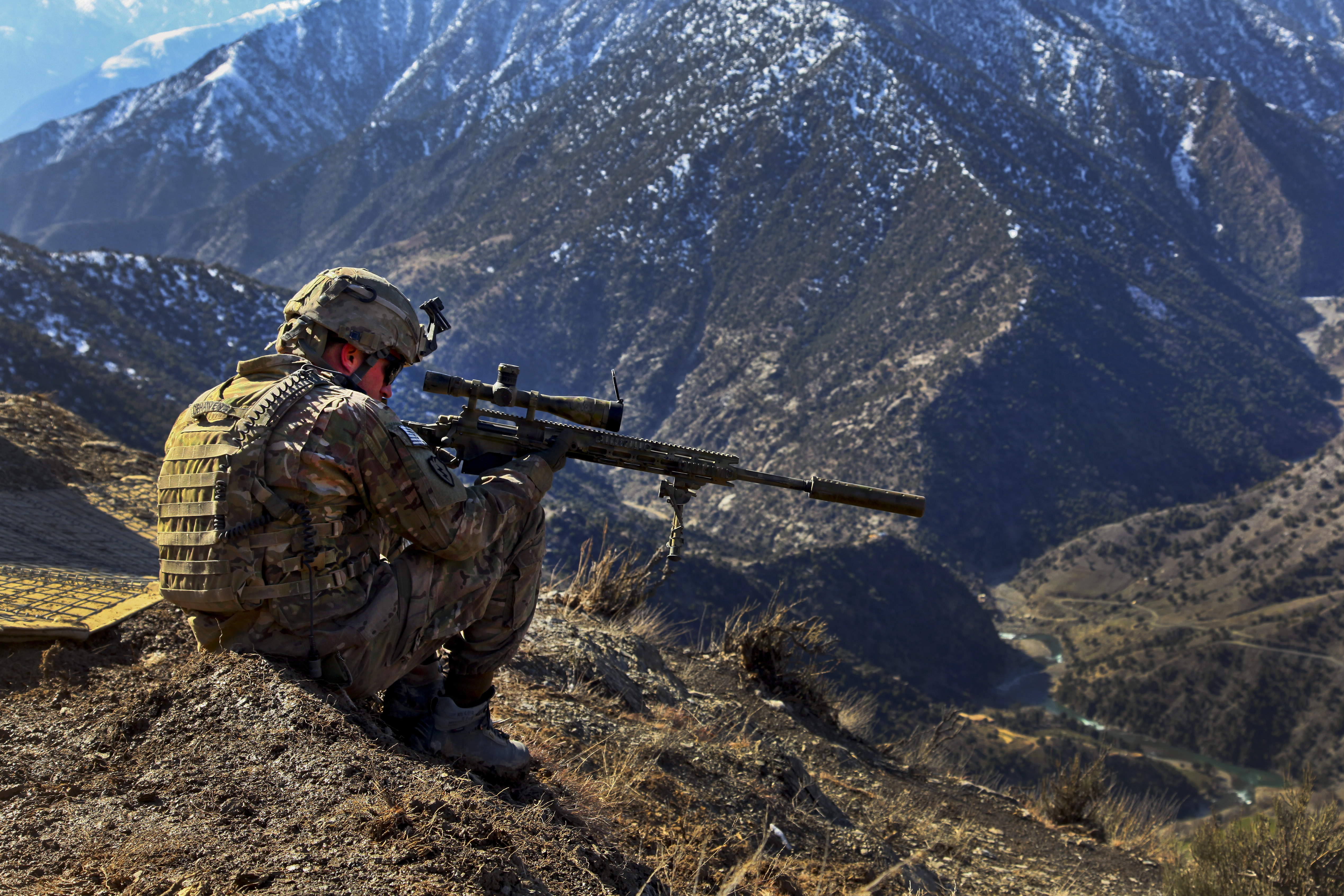
2012年2月，在阿富汗使用M2010增強型狙擊步槍美國士兵。

## 資料來源
1. 1 2 3 4 5 6 7 8  . Remington Defense.   [25 December 2012]. （原始内容存档于2013年1月28日）.
2. 1 2  Lopez, Todd. . US Army.   [25 December 2012]. （原始内容存档于2010年10月24日）.
3. ↑  .   [10 December 2010].[永久]
4. 1 2  PEO Soldier. . 1 October 2010  [3 October 2010]. （原始内容存档于2011-03-24）.
5. ↑  Fuller, BG Peter N.; COL Douglas A. Tamilio.  (PDF). PEO Soldier. United States Army. 18 May 2010  [28 October 2010]. （原始内容 (PDF)存档于2011年11月14日）.
6. 1 2  .   [2011-02-24]. （原始内容存档于2012-02-04）.
7. ↑  Lance M. Bacon. . Gannett Government Media Corporation. April 30, 2011  [30 April 2011].
8. ↑  Dan Lamothe. . 17 January 2011  [23 March 2011]. （原始内容存档于2011年7月14日）.
9. ↑  Dan Lamothe. . 2011年1月17日  [23 March 2011]. （原始内容存档于2011年7月14日）.
10. 1 2   (PDF).   [2013-12-19]. （原始内容 (PDF)存档于2014-10-16）.
11. 1 2  Army's XM2010 sniper rifle gets full fielding - Armytimes.com, 25 April 2011
12. ↑  Army Leaning Toward XM2010 for All （页面存档备份，存于） - Kitup.Military.com, 15 April 2011
13. ↑  XM2010 ‘Nailing Fellows’ in Afghanistan （页面存档备份，存于） - Kitup.Military.com, 28 April 2011
14. ↑  Remington Completes Its M2010 Contract （页面存档备份，存于） - tactical-life.com, 14 May 2014
15. ↑  Snipers Put Finishing Touches on the Last Sniper Rifle （页面存档备份，存于） - peosoldier.armylive.dodlive.mil, 9 May 2014
16. ↑  Army Testing Smart Scope on .300 Win Mag Sniper Rifle （页面存档备份，存于） - Kitup.Military.com, 14 March 2014
17. ↑  Army and Marines to Arm Snipers with Special Operations Multi-Caliber Sniper Rifle （页面存档备份，存于）. Military.com. 3 March 2020.
18. ↑  .   [2011-02-24]. （原始内容存档于2011-07-07）.
19. ↑  .   [2011-02-24]. （原始内容存档于2010-12-02）.
20. ↑  .   [2011-02-24]. （原始内容存档于2011-07-07）.
21. ↑  .   [2013-01-01]. （原始内容存档于2012-06-15）.
22. ↑  .   [2013-12-19]. （原始内容存档于2013-11-16）.
23. ↑  .   [2013-12-19]. （原始内容存档于2013-12-20）.
24. ↑  Detail Specification Cartridge, .300 Winchester Magnum Match, MK 248 MOD 1 DODIC AB43, NSN 1305-01-568-7504 Revision A 17 March 2009 （页面存档备份，存于）.
25. ↑  U.S. Navy Small Arms Ammunition Advancements （页面存档备份，存于）.
26. ↑  $49.9M US Contract for 300 Winchester Magnum Ammo （页面存档备份，存于）.
27. ↑  JBM Ballistics freeware online ballistic calculator （页面存档备份，存于）.
28. ↑  Pentagon’s Top Tester Gives Sniper Round Passing Grade （页面存档备份，存于） - Kitup.Military.com, 31 January 2014
29. ↑  News Remington Defense Offers Products to Civilians （页面存档备份，存于） by Mel Ewing, 21 March 2015.

## 外部連結
- （英文）—Remington Defense—XM2010
- （英文）—M24E1 is Now the XM2010 （页面存档备份，存于）
- （英文）—For Immediate Release: Army Awards Contract for Upgraded M24 Sniper Weapon System
- （英文）—M24E1 Enhanced Sniper Rifle (ESR)[永久]
- （英文）—Modern Firearms—XM2010 Enhanced Sniper Rifle / M2010 ESR （页面存档备份，存于）
- （英文）—The Firearm Blog.com—
  - First Remington XM2010 On Sale To Consumers （页面存档备份，存于）
  - XM2010 Sniper Rifle Spotted in Syria （页面存档备份，存于）
  - Book Review: Guns of the Special Forces 2001-2015 （页面存档备份，存于）
- （英文）—American Rifleman—Remington Defense Products Now Available to Civilians （页面存档备份，存于）
- （英文）—Tactical-Life.com—
  - Remington Completes Its M2010 Contract | Photos （页面存档备份，存于）
  - Remington Defense Releases 7 New Rifles to Civilian Market （页面存档备份，存于）
- （英文）—Guns & Ammo.com—
  - M24 Makeover: Remington M2010 Rifle Review
  - Tracking Point Precision Guided Firearm Review
- （英文）—Shooting Illustrated—Remington Defense Products Now Available Commercially
- （英文）—YouTube上的Remington's new M24E1 (XM2010) and MSR (SOCOM PSR Project Gun)
- （简体中文）—D Boy Gun World（枪炮世界）—XM2010狙击步枪 （页面存档备份，存于）
- （简体中文）—华夏经纬网—美军XM2010狙击步枪 （页面存档备份，存于）
- （简体中文）—《现代军事》2011年第5期—美国陆军的新型狙击步枪 （页面存档备份，存于）